# Feomelanin
Feomelanin (od grč. phaios = tamno + melas = crn), crveno-smeđi i žuti pigment. Stvara se u koži. Namjena mu je zaštita od štetnog djelovanja ultraljubičastih zraka. Pigment je smješten u melanosomu. Sintetizira se u melanocitima iz tirozina (aminokiselina) uz pomoć fenol-oksidaze (enzim). Srodan mu je eumelanin. Proizvodnju kontrolira melanocit stimulacijski hormon (MSH) u srednjem režnju hipofize (pars intermedia). Ovaj režanj jako je reduciran u ljudi bijele puti.
Melanin daje boju koži, kosi i očima. Ovaj kemijski spoj kemijskim sastavom je polimerizirani derivat indola vezan na bjelančevinu.
Feomelanini daju površini boju od ružičaste do crvene, ovisno o koncentraciji. Posebice je koncentriran u usnama, bradavicama, glaviću i vagini. Mala količina smeđeg eumelanina u kosi daje plavu kosu, no pomiješa li se ta mala količina s feomelaninom, rezultat je crvenkasto plava kosa. Feomelanin je i u koži te crvenokose osobe često imaju ružičastiju boju kože.